# Simona Aebersold
Simona Aebersold, född 13 april 1998 i Bern, är en schweizisk orienterare. Hon är dotter till den schweiziske orienteraren och världsmästaren Christian Aebersold, som också är hennes tränare. Hon är bosatt i Brügg och tävlade tidigare för den finska orienteringsklubben Tampereen Pyrintö, men bytte sedan till IFK Göteborg Orientering samt schweiziska klubben ol.biel.seeland.

## Karriär
Simona Aebersold vann nio guldmedaljer vid Juniorvärldsmästerskapen i orientering perioden 2015–2018. Vid VM 2019 tog Aebersold två silvermedaljer i medeldistans och stafett och en bronsmedalj i långdistans. Vid VM 2021 i Doksy tog hon ett silver och tre brons.
I juni 2022 vid VM i Vejle tog Aebersold silver i sprint. Vid EM i Estland 2022 tog hon på medeldistans sitt första guld på seniornivå och vid EM i Italien 2023 vann hon en bronsmedalj i sprint och en silvermedalj i sprintstafett.
Vid VM 2023 i Flims/Laax i Schweiz vann Aebersold sitt första VM-guld.